# 吹田警察署千里山交番警察官襲撃事件
吹田警察署千里山交番警察官襲撃事件（すいたけいさつしょせんりやまこうばんけいさつかんしゅうげきじけん）は、2019年（令和元年）6月16日に大阪府吹田市吹田警察署千里山交番で警察官が襲撃され、拳銃が奪われた強盗殺人未遂事件である。

## 事件発生
2019年（令和元年）6月16日午前5時40分ごろ、阪急千里線千里山駅の職員から「警察官が血を流して倒れている」との110番通報が大阪府警察に入った。捜査員が急行したところ、吹田警察署千里山交番勤務のA巡査（当時26歳）が左胸部に刃物が刺さった状態で倒れていた。当日、交番にはA巡査を含む3人が勤務していたが、空き巣の110番を受け先に2人が出動。後から応援に向かうため巡回用バイクに乗ったところでA巡査が襲撃された。目撃者によると交番の同僚が「もうすぐ応援が来る！頑張れ！！」と懸命に励ましていたという。
捜査員が到着した際、A巡査は意識があり「拳銃を奪われた」と供述。確認したところホルスターから拳銃が吊り紐ごと無くなっていた。A巡査は病院に搬送されたが容体が悪化し意識不明の重体となった。
府警本部は拳銃を使った事件が起こることを危惧し、機動隊、捜査4課（暴力団担当）などを投入。周辺の聞き込み等を開始した。やがて近隣のショッピングモールから「右手に血の付いた男の人が服を買いに来た」と通報があり、男が置いて行った靴の空き箱から採取した指紋が凶器の指紋と一致。
さらに当日の午前4時から5時までの間、現場周辺の防犯カメラに交番の様子を伺う不審な男が映っていたことから、府警は男を被疑者と断定し画像をSNS等で公開し情報提供を呼びかけた。
この事件の影響で、学校の部活動の中止、一部の公共施設を臨時休業するなどの対応に追われた。

## 被疑者の逮捕
事件の報道を知った在阪準キー局のテレビ局役員から「容疑者の顔が息子Xに似ている」と府警に情報提供があり調査を開始。役員の息子である男X（当時33歳）を容疑者として逮捕状を請求するとともに全国に指名手配をかけた。その後、吹田市に隣接する箕面市内の防犯カメラが山の中に入っていくXを捉えていたため、捜査員36名体制で山狩りを開始。1時間半後、山中のベンチに横たわる不審な男を発見。捜査員が名前を尋ねたところXであると答えたため緊急逮捕した。所持品から被害者A巡査の拳銃を発見。本来拳銃には5発の実弾が装てんされているが4発しかないことから1発を被疑者が撃った可能性がある。目撃者によると「暴れるような様子もなくうつむきおとなしい様子だった」という。

## 加害者Xの素性
加害者Xは中学高校を吹田市内で過ごしており土地勘があった。大学卒業後は東北地方のテレビ局に就職するも短期間で退職し海上自衛隊に入隊したが半年間で除隊。事件前までは東京都内のゴルフ場に勤めていた。職場には6月11日から体調不良で欠勤していたものの事件直前に連絡があり「調子もよくなってきたので（6月）25日から復帰する」と伝えていた。学生時代の同級生は取材に「なぜ、このようなことを」という驚きの反面「SNSで「同窓会をやりたいからメンバーの連絡先が知りたい」と連絡があった。10年も音信不通だったのに驚いた」と語るような奇怪な行動も見られた。また事件発生前に現場近くの公衆電話から「空き巣が入っている（警察官）2人くらい来てほしい」という虚偽の110番通報があり警察官2人が出動。A巡査が1人になったところを襲ったことからこの通報はXが行ったものであるという見解が出された。
Xは取調べに対して「私のやったことではない。病気がひどくなったせい、周りの人がひどくなったせい」と周りに責任を転嫁する供述をしており、鑑定留置が行われることが決定された。

## 被害者A巡査の奇跡的な回復
被害者であるA巡査は福岡県出身。事件の前年に大阪府警察に採用され吹田警察署地域課に勤めていた。A巡査はXの襲撃で左胸部、太もも、腕などを負傷。中でも左胸部の傷は、肺を貫通し心臓にまで達しており、緊急手術で肺の一部を摘出する重傷だった。一時意識不明だったA巡査は、事件から5日後意識を回復した。
7月1日には、大阪府警察本部長石田高久や大阪府知事吉村洋文らがA巡査に面会。笑顔で「早く体を動かしたい」と語った。その後リハビリを積み重ね、2020年（令和2年）1月20日付で、吹田警察署地域課に7か月ぶりに復職した。当面は署内の内勤を担当し、リハビリテーションを並行していく。

## 「頑張れA運動」
A巡査は学生時代にラグビー選手として佐賀県内の強豪校でプレーしたこともあり、ラグビーW杯の期間中だったことやA巡査と対戦したこともある布巻峻介の発案でW杯日本代表チームがショートムービーでA巡査を激励した。また選手全員のサインが入った日本代表ジャージーも送られた。また五郎丸歩、リーチ・マイケルなどのトッププレイヤー、母校のラグビー部の監督、後輩たちなども回復を祈った。A巡査は復職の10日前に母校を訪問。激励の御礼を述べるとともに「花園に応援に行けるようにリハビリを頑張ります」と話した。
日本代表の応援に同調した市民がSNSで「＃頑張れA」とつけてA巡査を激励するコメントが相次ぎ、被害者の勤務する交番、吹田警察署には千羽鶴などが届けられたという。

## 捜査中の不祥事
この事件の捜査に当たっていた捜査4課の男性警部が警察手帳を捜査中に紛失した。府警は手帳が発見されたかどうかや男性警部の処分を公表していない。

## 裁判
大阪地方裁判所は2021年8月10日、Xの裁判員裁判の判決公判で、Xに対し懲役12年の実刑判決を言い渡した。
統合失調症に罹患したXの責任能力の程度が争点となった。地裁は、拳銃強奪の動機や目的には不可解な点があり、病気の影響なしに説明できない点があるとした一方、虚偽の110番通報や逃走中の衣類投棄などの行動から、臨機応変さや判断能力は有していたと認め、「善悪を判断する能力がまったく欠けていたとはいえない」と結論づけ、Xの限定的な責任能力を認めた。8月16日、Xは判決を不服とし控訴した。
2023年3月20日、大阪高等裁判所は1審判決を破棄し、「重い精神的な病気の影響で物事の善悪を判断できない状態だった」と責任能力を認めず無罪判決を言い渡した。
2023年4月3日、大阪高等検察庁は上告断念を発表した。これをもってXの無罪が確定した。